# ザ・童謡ポップス4 秋のうた集
『ザ・童謡ポップス4 秋のうた集』（ザ・どうようポップスよん あきのうたしゅう）は、2002年9月4日にPICCOLO TOWNから発売された童謡カバーのコンピレーション・アルバム。

## 概要
- ハロー!プロジェクトのアイドルが歌う「ザ・童謡ポップス」のシリーズ第4弾。
- 本作は、秋をテーマにした楽曲を収録[1]。
- カバーイラストレーションは、モーニング娘。の2代目リーダーの飯田圭織によるものである。

## 収録曲
1. おもちゃのチャチャチャ / 稲葉貴子、カントリー娘。、ココナッツ娘。、メロン記念日、松浦亜弥、藤本美貴、石井リカ
作詞：野坂昭如 / 補作詞：吉岡治 / 作曲：越部信義 / 編曲：山尾正人
2. 真赤な秋 / 加護亜依、大谷雅恵、石井リカ
作詞：薩摩忠 / 作曲：小林秀雄 / 編曲：樫原伸彦
3. 赤とんぼ / 飯田圭織、柴田あゆみ、藤本美貴
作詞：三木露風 / 作曲：山田耕筰 / 編曲：樫原伸彦
4. 里の秋 / 安倍なつみ、石井リカ
作詞：斎藤信夫 / 作曲：海沼実 / 編曲：山尾正人
5. たき火 / 矢口真里、石井リカ
作詞：巽聖歌 / 作曲：渡辺茂 / 編曲：樫原伸彦
6. ツキ / 後藤真希、平家みちよ、大谷雅恵、前田有紀、石井リカ
文部省唱歌 / 編曲：山尾正人
7. どんぐりころころ / 石川梨華、りんね、アヤカ
作詞：青木存義（1・2番）、荒木とよひさ（3・4番） / 作曲：梁田貞 / 編曲：ab:fly
8. ちいさい秋みつけた / 保田圭、平家みちよ、あさみ、前田有紀、石井リカ
作詞：サトウハチロー / 作曲：中田喜直 / 編曲：ヲノサトル
9. 七つの子 / 小川麻琴、稲葉貴子、前田有紀、石井リカ
作詞：野口雨情 / 作曲：本居長世 / 編曲：樫原伸彦
10. 虫のこえ / 辻希美、ミカ、斉藤瞳、村田めぐみ
文部省唱歌 / 編曲：河野雅昭
11. 村祭 / 紺野あさ美、平家みちよ、ココナッツ娘。、斉藤瞳、村田めぐみ、石井リカ
文部省唱歌 / 編曲：山尾正人
12. 紅葉 / 高橋愛、前田有紀、石井リカ
作詞：高野辰之 / 作曲：岡野貞一 / 編曲：湯浅公一
13. 夕焼け小焼け / 新垣里沙、稲葉貴子
作詞：中村雨紅 / 作曲：草川信 / 編曲：山尾正人
14. 大きなくりの木の下で / 吉澤ひとみ、稲葉貴子、里田まい
イギリス民謡 / 訳詞：不詳（1番）、阪田寛夫（2・3番） / 編曲：ab:fly
15. 旅愁 / 松浦亜弥、藤本美貴、石井リカ
訳詞：犬童球渓 / 作曲：J.P.オードウェイ / 編曲：ヲノサトル
16. 故郷 / 全員
作詞：高野辰之 / 作曲：岡野貞一 / 編曲：樫原伸彦

## 参加メンバー
- モーニング娘。
  - 1期：飯田圭織、安倍なつみ
  - 2期：保田圭、矢口真里
  - 3期：後藤真希
  - 4期：石川梨華、吉澤ひとみ、辻希美、加護亜依
  - 5期：高橋愛、紺野あさ美、小川麻琴、新垣里沙
- 平家みちよ
- 稲葉貴子
- カントリー娘。
  - りんね、あさみ、里田まい
- ココナッツ娘。
  - アヤカ、ミカ
- メロン記念日
  - 村田めぐみ、斉藤瞳、大谷雅恵、柴田あゆみ
- 前田有紀
- 松浦亜弥
- 石井リカ
- 藤本美貴